# Diário de uma Futura Presidente
Diário de uma Futura Presidente é uma série de televisão de comédia dramática americana criada por Ilana Peña que estreou na Disney+ em 17 de janeiro de 2020. Gina Rodriguez atua como produtora executiva por meio de sua empresa I Can & I Will Productions, que produz a série em parceria com a CBS Studios. Robin Shorr atua como showrunner da série ao lado de outros produtores executivos como Peña e Emily Gipson.
Contada através de uma coleção de dublagens da personagem central Elena enquanto lê seu diário, a série é centrada na garota cubano-americana de 12 anos, que frequenta o ensino fundamental porque aspira a ser uma futura presidente dos Estados Unidos. A série é estrelada por Tess Romero, Charlie Bushnell, Selenis Leyva e Michael Weaver. Rodriguez também aparece por meio de flashforwards como a versão adulta de Elena, já que ela atua como a presidente dos Estados Unidos.
Em maio de 2020, a série foi renovada para uma segunda temporada, com estréia marcada para 18 de agosto de 2021, com todos os dez episódios.

## Sinopse
Elena é uma cubano-americana de 12 anos que frequenta o ensino fundamental e precisa superar as pressões pessoais e sociais da adolescência. Contada através da narração de Elena conforme escrita em seu diário, a série segue os eventos diários de sua vida e suas interações com amigos e familiares. Ela mora com seu irmão mais velho, Bobby; e sua mãe, Gabi, que desenvolve um novo relacionamento com Sam, um advogado da firma onde trabalha. Elena tem um forte desejo de se tornar presidente dos Estados Unidos, o que se tornou visível por meio de flashforward de seu mandato como presidente.

## Elenco e personagens

### Principal
- Tess Romero como Elena Cañero-Reed, uma garota cubano-americana de 12 anos, confiante e obstinada, que deseja se tornar uma futura presidente dos Estados Unidos.[3]
  - Gina Rodriguez como a Elena Cañero-Reed em sua versão adulta, que é mostrada por flashforwards como a futura Presidente dos Estados Unidos.
- Selenis Leyva como Gabriela "Gabi" Cañero-Reed, a mãe viúva de Elena que trabalha como advogada.
- Charlie Bushnell como Roberto "Bobby" Cañero-Reed, a raiva de Elena induzindo o irmão mais velho que está aceitando sua sexualidade.
- Michael Weaver como Sam Faber, advogado da empresa de Gabi com quem ele desenvolve um novo relacionamento.

### Recorrente
- Carmina Garay como Sasha, a melhor amiga de Elena
- Sanai Victoria como Melissa, rival de Elena e Sasha e que "roubou" sua melhor amiga, Jessica.
- Jessica Marie Garcia como Camila, uma paralegal e amiga íntima de Gabi, que tem medo de revelar aos pais que tem uma namorada.[5]
- Harmeet Pandey como Jessica, a ex-melhor amiga de Elena que agora é amiga de Melissa.
- Avantika Vandanapu como Monyca com um 'Y', a ex-namorada de Bobby.
- Brandon Severs como Liam, companheiro de equipe de Bobby e amigo por quem Bobby tem sentimentos.
- Gregg Binkley como Dr. Cooper, o vice-diretor da escola.

### Participação
- Rachel Bloom como a Sra. Wexler, uma professora de inglês que pega Elena e Sasha fazendo compras em uma loja de roupas íntimas.

## Episódios
| Temporada | Temporada | Episódios | Episódios | Originalmente lançado |
| --------- | --------- | --------- | --------- | --------------------- |
|           | 1         | 10        | 10        | 17 de janeiro de 2020 |
|           | 2         | 10        | 10        | 18 de agosto de 2021  |

### 1.ª temporada (2020)
| N.º | Título                   | Dirigido por      | Escrito por                    | Exibição original       |
| --- | ------------------------ | ----------------- | ------------------------------ | ----------------------- |
| 1   | "Olá Mundo"              | Gina Rodriguez    | Ilana Peña                     | 17 de janeiro de 2020   |
| 2   | "O Novo Acordo"          | Angela Tortu      | Ilana Peña e Robin Shorr       | 24 de janeiro de 2020   |
| 3   | "Auxílio a Desastres"    | Sam Bailey        | Hailey Chavez                  | 31 de janeiro de 2020   |
| 4   | "O Shopping"             | Erin Ehrlich      | Brig Muñoz-Liebowitz           | 7 de fevereiro de 2020  |
| 5   | "Denunciando"            | Angela Tortu      | Michael Jonathan Smith         | 14 de fevereiro de 2020 |
| 6   | "Habeas Corpus"          | Fernando Sariñana | Hugh Moore                     | 21 de fevereiro de 2020 |
| 7   | "Relações Exteriores"    | Viet Nguyen       | LaDarian Smith                 | 28 de fevereiro de 2020 |
| 8   | "Questão de Diplomacia"  | Kacie Anning      | Robin Shorr & Jessica Gonzalez | 6 de março de 2020      |
| 9   | "Estado de União"        | Melanie Mayron    | Hailey Chavez & Jerrica Long   | 13 de março de 2020     |
| 10  | "Sistema de Duas Festas" | Gina Lamar        | Ilana Peña                     | 20 de março de 2020     |

## Produção

### Desenvolvimento
Em 31 de janeiro de 2019, foi anunciado que a Disney+ havia encomendado uma primeira temporada de dez episódios de uma nova comédia de câmera única, originalmente intitulada Diário de uma Presidente Feminina. Foi relatado que a série foi criada por Ilana Peña, que também atuaria como produtora executiva ao lado de Gina Rodriguez e Emily Gipson. Robin Shorr foi escalado como o showrunner da série. A série é produzida pela empresa de Rodriguez, I Can & I Will, em parceria com a CBS Television Studios, que vendeu a série para a Disney. O diretor de criação da CBS, David Nevins, afirmou que a série foi considerada para ir ao ar na The CW, mas era mais adequada para o público-alvo do Disney+. O programa foi a primeira série com script produzida por um estúdio externo a ser encomendada pela Disney+. Em dezembro de 2019, foi revelado que o título do programa havia mudado para Diário de uma Futura Presidente. Em 29 de maio de 2020, a Disney+ renovou a série para uma segunda temporada. Em 12 de julho de 2021, foi revelado que a segunda temporada estrearia um mês depois, em 18 de agosto, junto com o lançamento de um primeiro look curto da temporada.

### Escrita
A série representa uma família latina, com Elena sendo referida como uma cubano-americana nas descrições dos personagens. Rodriguez afirmou que ela estabeleceu sua produtora em um esforço para expressar histórias "para e pelos sub-representados". A série foi inspirada na própria infância de Ilana Peña, escritora do programa.

### Elenco
Em julho de 2019, a produtora executiva Gina Rodriguez foi anunciado para interpretar a versão adulta de Elena, que aparece em flashforwards enquanto empreende sua campanha política. Rodriguez também foi revelada como diretora do primeiro episódio da série. Também foi anunciado que Tess Romero e Charlie Bushnell interpretariam os irmãos Elena e Bobby, respectivamente, enquanto Selenis Leyva seria a mãe deles, Gabi; e Michael Weaver como seu interesse amoroso, Sam.

### Filmagens
A produção da primeira temporada começou em julho de 2019 em Los Angeles. Inicialmente, esperava-se que a temporada fosse filmada de junho a setembro. A segunda temporada começou a ser filmada em outubro de 2020, após vários atrasos devido à Pandemia de COVID-19.

## Lançamento
O primeiro episódio foi lançado no serviço de streaming Disney+, nos Estados Unidos e internacionalmente, no dia 17 de janeiro de 2020, em 4K HDR, os episódios foram lançados semanalmente. A segunda temporada terá todos os dez episódios lançados de uma vez em 18 de agosto de 2021.

### Marketing
O primeiro pôster foi lançado em 16 de dezembro de 2019, junto com detalhes dos dois primeiros episódios. O primeiro trailer da série foi lançado em 6 de janeiro de 2020, com um pôster adicional também revelado.

## Recepção

### Resposta da crítica
No Rotten Tomatoes, a série tem um índice de aprovação de 100% com base em 8 avaliações.
A Common Sense Media avaliou o programa com 3 de 5 estrelas, afirmando : "Os pais precisam saber que o Diário de uma Futura Presidente acompanha os altos e baixos de uma estudante cubano-americana do ensino médio cujas experiências ajudam a prepará-la para uma eventual ascensão à presidência. O show apresenta seu olhar reflexivo sobre a vida cotidiana de Elena (Tess Romero) de 12 anos de idade e então se estabelece por toda a duração, ao invés de saltar para frente e para trás entre as personas adulta e adolescente de Elena. A honestidade do programa em lidar com questões como emoções difíceis, estresse e pessoas problemáticas levanta pontos de discussão valiosos para as famílias. Outros tópicos - menstruação, por exemplo, que é discutida com frequência e com franqueza - podem inspirar dúvidas, dependendo da idade e da consciência de seus filhos. Esta série alegre apresenta um elenco diversificado, uma forte unidade familiar e um adolescente trabalhador e autoconfiante que aspira - e eventualmente alcança - grandes coisas".

## Prêmios e indicações
| Ano  | Prêmio             | Categoria                                         | Indicado                        | Resultado | Ref.   |
| ---- | ------------------ | ------------------------------------------------- | ------------------------------- | --------- | ------ |
| 2020 | Imagen Awards      | Melhor ator jovem                                 | Tess Romero                     | Indicado  | [ 28 ] |
| 2020 | Imagen Awards      | Melhor compositor musical para filme ou televisão | Joey Newman                     | Indicado  | [ 28 ] |
| 2020 | Imagen Awards      | Melhor edição de música para filme ou televisão   | Janet Lopez                     | Indicado  | [ 28 ] |
| 2021 | GLAAD Media Awards | Excelente programação para crianças e família     | Diário de uma Futura Presidente | Indicado  | [ 29 ] |